# Coldeportes
El Departamento Administrativo del Deporte, la Recreación, la Actividad Física y el Aprovechamiento del Tiempo Libre (Coldeportes),  fue la entidad gubernamental que reguló el deporte en Colombia. A partir de 2020, la entidad se disolvió para darle pasó al nuevo Ministerio del Deporte de la República de Colombia. 
El Departamento Administrativo del Deporte, la Recreación, la Actividad Física y el Aprovechamiento del Tiempo Libre (Coldeportes)  fue creado mediante el Decreto 2743 del 6 de noviembre de 1968 y fundada por el presidente Carlos Lleras Restrepo. 

## Funciones
Coldeportes tuvo bajo su cargo el control sobre las federaciones deportivas colombianas, además de fomentar el desarrollo de la educación física y el deporte en el país. De igual manera, Coldeportes organiza cada cuatro años los Juegos Deportivos Nacionales, en los cuales se realiza una eliminatoria departamental, donde se seleccionan los mejores deportistas para representar cada departamento y competir contra los demás departamentos de Colombia.